# Брегенцервальдская железная дорога
Брегенцервальдская железная дорога (нем. Bregenzerwaldbahn, а также Wälderbahn или Wälderbähnle) — австрийская узкоколейная (ширина составляет 760 мм) железная дорога, с 1902 по 1980 год обладавшая протяжённостью в 35,3 километра. Позднее доступная для проезда часть стала составлять всего 5 километров и начала использоваться для экскурсий по региону, а остальные участки железной дороги были закрыты или демонтированы.

## История
Маршрут активно использовался до чрезвычайного происшествия, произошедшего в 1980 году, когда одна из скал обвалилась на пути в районе коммуны Кеннельбах. До 1983 года движение транспорта по Брегенцервальдской железной дороге не производилось. По истечении трёх лет с момента инцидента маршрут стал доступен как туристический и начал работать только в летний сезон. Длительность экскурсии составляет 25 минут и проводится на паровозе либо тепловозе с антикварными вагонами.